# Lista över dammedaljörer i slalomeuropamästerskapen i kanadensare
Detta är en lista över samtliga medaljörer i kanadensare på damsidan i slalomeuropamästerskapen i kanotsport.

## C-1
| Spel                   | Guld                      | Silver                  | Brons                    |
| Bratislava 2010        | Katarína Macová (SVK)     | Jana Dukátová (SVK)     | Caroline Loir (FRA)      |
| La Seu d'Urgell 2011   | Caroline Loir (FRA)       | Mira Louen (GER)        | Lena Stöcklin (GER)      |
| Augsburg 2012          | Mira Louen (GER)          | Mallory Franklin (GBR)  | Michaela Grimm (GER)     |
| Krakow 2013            | Caroline Loir (FRA)       | Julia Schmid (AUT)      | Núria Vilarrubla (ESP)   |
| Wien 2014              | Caroline Loir (FRA)       | Julia Schmid (AUT)      | Kateřina Hošková (CZE)   |
| Markkleeberg 2015      | Kimberley Woods (GBR)     | Mallory Franklin (GBR)  | Núria Vilarrubla (ESP)   |
| Liptovský Mikuláš 2016 | Núria Vilarrubla (ESP)    | Kateřina Hošková (CZE)  | Mallory Franklin (GBR)   |
| Tacen 2017             | Kimberley Woods (GBR)     | Tereza Fišerová (CZE)   | Nadine Weratschnig (AUT) |
| Prag 2018              | Viktoria Wolffhardt (AUT) | Mallory Franklin (GBR)  | Elena Apel (GER)         |
| Pau 2019               | Mallory Franklin (GBR)    | Núria Vilarrubla (ESP)  | Kimberley Woods (GBR)    |
| Prag 2020              | Gabriela Satková (CZE)    | Tereza Fišerová (CZE)   | Lucie Prioux (FRA)       |
| Ivrea 2021             | Miren Lazkano (ESP)       | Tereza Fišerová (CZE)   | Elena Apel (GER)         |
| Liptovský Mikuláš 2022 | Mallory Franklin (GBR)    | Marjorie Delassus (FRA) | Tereza Fišerová (CZE)    |
| Kraków 2023            | Elena Lilik (GER)         | Klaudia Zwolińska (POL) | Mallory Franklin (GBR)   |
| Tacen 2024             | Andrea Herzog (GER)       | Gabriela Satková (CZE)  | Marjorie Delassus (FRA)  |
| Vaires-sur-Marne 2025  | Mònica Dòria (AND)        | Laurène Roisin (FRA)    | Doriane Delassus (FRA)   |

## C-1 lag
| Spel                   | Guld                                                           | Silver                                                         | Brons                                                         |
| Augsburg 2012          | Tyskland Michaela Grimm Mira Louen Lena Stöcklin               | Frankrike Caroline Loir Claire Jacquet Oriane Rebours          | Storbritannien Mallory Franklin Kimberley Woods Alice Spencer |
| Krakow 2013            | Ingick inte i EM-programmet                                    | Ingick inte i EM-programmet                                    | Ingick inte i EM-programmet                                   |
| Wien 2014              | Storbritannien Mallory Franklin Jasmine Royle Eilidh Gibson    | Spanien Núria Vilarrubla Miren Lazkano Klara Olazabal          | Tjeckien Kateřina Hošková Monika Jančová Jana Matulková       |
| Markkleeberg 2015      | Spanien Núria Vilarrubla Klara Olazabal Annebel van der Knijff | Tjeckien Kateřina Hošková Monika Jančová Tereza Fišerová       | Storbritannien Kimberley Woods Mallory Franklin Eilidh Gibson |
| Liptovský Mikuláš 2016 | Storbritannien Kimberley Woods Mallory Franklin Eilidh Gibson  | Tjeckien Kateřina Hošková Monika Jančová Martina Satková       | Tyskland Andrea Herzog Lena Stöcklin Birgit Ohmayer           |
| Tacen 2017             | Storbritannien Kimberley Woods Mallory Franklin Eilidh Gibson  | Tyskland Andrea Herzog Lena Stöcklin Birgit Ohmayer            | Tjeckien Tereza Fišerová Monika Jančová Eva Říhová            |
| Prag 2018              | Storbritannien Mallory Franklin Kimberley Woods Bethan Forrow  | Frankrike Lucie Prioux Lucie Baudu Claire Jacquet              | Spanien Núria Vilarrubla Miren Lazkano Klara Olazabal         |
| Pau 2019               | Storbritannien Mallory Franklin Kimberley Woods Sophie Ogilvie | Tyskland Elena Apel Andrea Herzog Jasmin Schornberg            | Tjeckien Tereza Fišerová Eva Říhová Kateřina Havlíčková       |
| Prag 2020              | Tjeckien Tereza Fišerová Gabriela Satková Tereza Kneblová      | Slovenien Alja Kozorog Eva Alina Hočevar Lea Novak             | Frankrike Lucie Baudu Claire Jacquet Lucie Prioux             |
| Ivrea 2021             | Slovakien Simona Glejteková Zuzana Paňková Monika Škáchová     | Storbritannien Kimberley Woods Mallory Franklin Sophie Ogilvie | Frankrike Marjorie Delassus Lucie Prioux Angèle Hug           |
| Liptovský Mikuláš 2022 | Slovakien Emanuela Luknárová Zuzana Paňková Soňa Stanovská     | Frankrike Laurène Roisin Marjorie Delassus Lucie Baudu         | Tjeckien Gabriela Satková Tereza Fišerová Martina Satková     |
| Kraków 2023            | Tjeckien Tereza Fišerová Tereza Kneblová Gabriela Satková      | Storbritannien Mallory Franklin Sophie Ogilvie Kimberley Woods | Tyskland Nele Bayn Andrea Herzog Elena Lilik                  |
| Tacen 2024             | Tjeckien Tereza Kneblová Gabriela Satková Martina Satková      | Slovenien Eva Alina Hočevar Lea Novak Alja Kozorog             | Storbritannien Mallory Franklin Kimberley Woods Ellis Miller  |
| Vaires-sur-Marne 2025  | Tjeckien Gabriela Satková Martina Satková Adriana Morenová     | Frankrike Angèle Hug Laurène Roisin Doriane Delassus           | Italien Elena Borghi Marta Bertoncelli Elena Micozzi          |